# Yemassee
Yemassee é uma cidade  localizada no estado norte-americano de Carolina do Sul, no Condado de Beaufort e Condado de Hampton.

## Demografia
Segundo o censo norte-americano de 2000, a sua população era de 807 habitantes.
Em 2006, foi estimada uma população de 851, um aumento de 44 (5.5%).

## Geografia
De acordo com o United States Census Bureau tem uma área de
11,6 km², dos quais 11,6 km² cobertos por terra e 0,0 km² cobertos por água. Yemassee localiza-se a aproximadamente 5 m acima do nível do mar.

## Localidades na vizinhança
O diagrama seguinte representa as localidades num raio de 32 km ao redor de Yemassee.